# Bateria artylerii nr 11 (XI) „Canet”

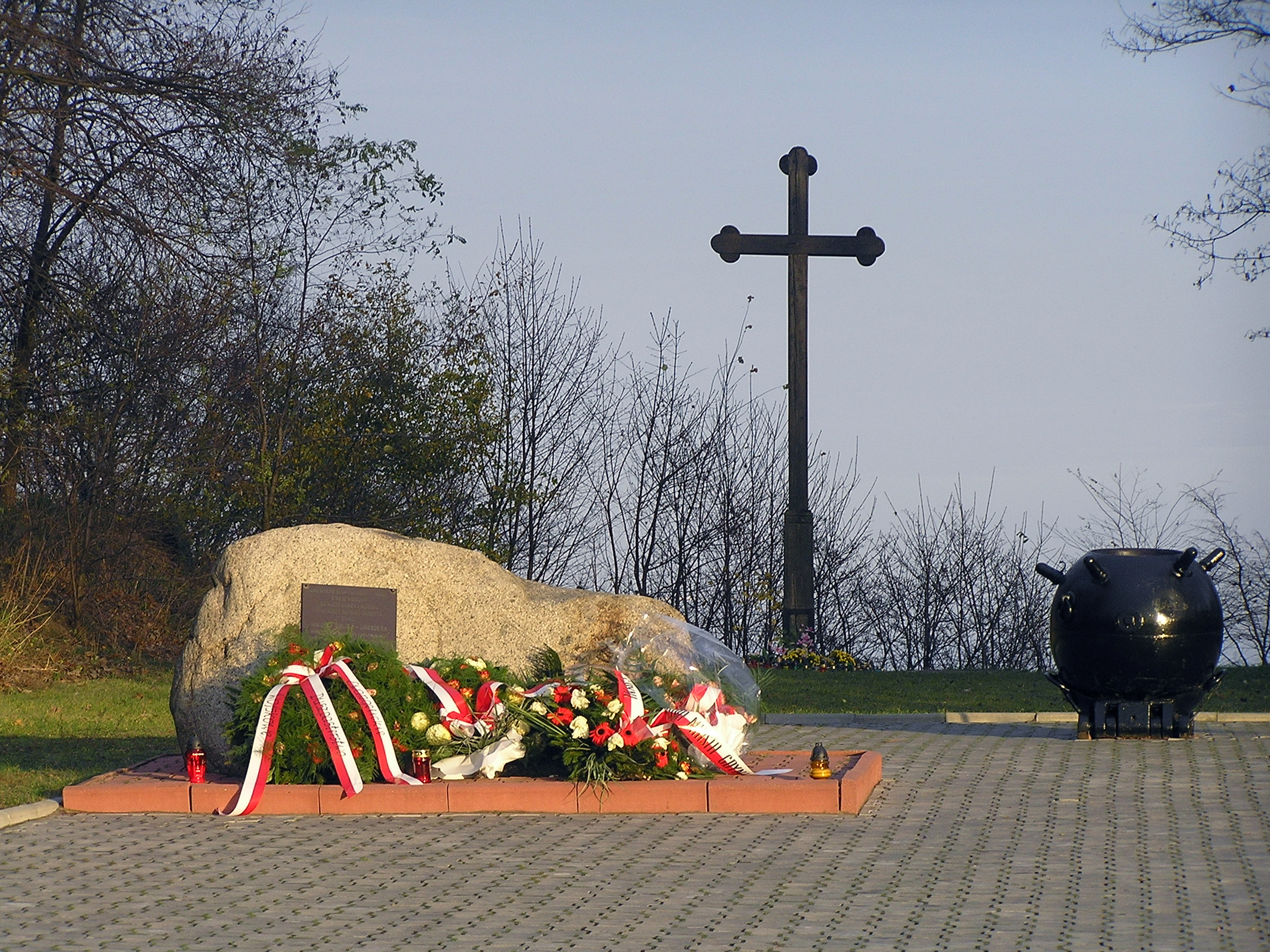
Pomnik pamięci gen. Orlicz-Dreszera i żołnierzy baterii „Canet”

11 (XI) Bateria artylerii tzw. „Canet” – dwudziałowa bateria artylerii nadbrzeżnej, francuskich dział morskich na podstawach Canet wz. 1891/2, która została umieszczona w latach 1930/31 na wzniesieniu Kępy Oksywskiej i była przeznaczona do obrony portu w Gdyni.

## Sformowanie i opis baterii
Po zdemontowaniu z obu kanonierek 2 armat kal. 100 mm wz.1891/2 Canet w wyniku dyskusji wybrano opcję zgodnie z projektem kmdr ppor. dypl. Czeczota ustawienia obu armat w charakterze artylerii nadbrzeżnej na stałych podstawach w przygotowanych stanowiskach w latach budżetowych 1930/31, 1931/32. Stanowiska wybudowano na najbardziej wysuniętej na wschód części Kępy Oksywskiej. Oprócz odkrytych działobitni (fundamentu z kanałami technicznymi), w skarpie jaru wykonano dwa schrony amunicyjne; wschodni – na pociski, zachodni – na ładunki miotające w łuskach. Schron na ładunki miotające o wymiarach zewnętrznych 7,96 × 6,31 m, ze ścianami o grubości 0,40 m z przedsionkiem o długości 3,44 m. Na około komory wewnętrznej był korytarz, a komora na ładunki miotające o wymiarach 6,00 × 2,80 m była izolowana od wilgoci ze ścian schronu tym korytarzem. Oba schrony połączone były torem kolejki wąskotorowej z wagonikami i do windy amunicyjnej, która była napędzana ręcznie, którą przemieszczano amunicję do działobitni i dział. Pomiędzy działobitniami był wybudowany schron pogotowia w, którym w sierpniu 1939 r. na rozkaz chor. S. Brychcego umieszczono podręczny zapas amunicji 50 szt. W schronach amunicyjnych umieszczono 760 sztuk pocisków i ładunków miotających. W okresie pokojowym obsada baterii była skadrowana mieszkała w koszarach MW na Oksywiu, po mobilizacji w sierpniu 1939 roku obsadę zakwaterowano w nieczynnej latarni morskiej na Oksywiu. Do obsługi dział „duńskich”, „greckich” i „Canet” powołano pod koniec 1931 roku kompanię artylerii nadbrzeżnej pod dowództwem por. mar. Jana Grudzińskiego, a obsługa i ochrona dział „Canet” stanowiła I pluton tej kompanii. Od wiosny 1935 roku był to I pluton baterii kadrowej artylerii nadbrzeżnej. Od czerwca 1935 roku, pododdział obsługujący działa „Canet”, otrzymał miano 13 baterii artylerii nadbrzeżnej o etacie 1 oficer i 43 podoficerów i marynarzy, wszedł w skład dywizjonu artylerii nadbrzeżnej. W 1936 roku zmieniono jej nazwę na XIII bateria artylerii nadbrzeżnej. Dowódcą I plutonu i baterii był każdorazowo dowódca kompanii artylerii nadbrzeżnej i baterii kadrowej artylerii nadbrzeżnej. Do obrony przeciwlotniczej bateria otrzymała dwa ckm wz. 1908. W 1937 roku bateria została wyłączona ze składu dywizjonu artylerii nadbrzeżnej i włączona w skład 1 Morskiego dywizjonu artylerii przeciwlotniczej, a stan osobowy został skadrowany. W dokumentacji stwierdzono wówczas, że bateria posiada nr XI. Z uwagi na skadrowanie, w baterii nie było etatowego dowódcy w stopniu oficerskim od 1937 do końca lipca 1939 r. Pod koniec marca 1939 do baterii nr XI powołano 51 rezerwistów marynarzy na przeszkolenie przez obsadę podoficerską „szkieletową”. Podobnie w czerwcu 1939 r. grupę 40 rezerwistów. W chwili ogłoszenia mobilizacji alarmowej przebywała tylko obsada „szkieletowa, a od 1 sierpnia do baterii dołączył wyznaczony jako dowódca baterii kpt. Antoni Ratajczyk. XI bateria została zmobilizowana w trakcie mobilizacji alarmowej 24 sierpnia w grupie zielonej w czasie 24 godzin, przez 1 Morski Dywizjon Artylerii Przeciwlotniczej. W jej szeregi wcielono rezerwistów marynarzy nie mających doświadczenia i przeszkolenia w obsłudze artylerii nadbrzeżnej. Z uwagi na powyższe, z zasobów kadrowych 1 MDAPlot. z Gdyni 24 sierpnia przydzielono w charakterze instruktora chor. Stanisława Brychcego (oficera młodszego z 3 baterii szkolnej dywizjonu), który jednocześnie objął funkcję oficera ogniowego baterii. Przystąpiono do intensywnego szkolenia baterii. W stosunku do baterii nr XI (Canet) posługiwano się też nazwą „sztyletowa”.

## Bateria w kampanii wrześniowej
Z chwilą wybuchu wojny z baterii wydzielono obsługi dla formowanego w Gdyni plutonu przeciwdesantowego, do obsługi instalowanych na falochronie portu trzech armat kal. 47 mm Hotchkiss wz. 1885 na podstawach morskich. Jednocześnie 2 września baterię nr XI wzmocniono takimi samymi dwoma armatami ustawionymi ok. 50 m na zachód od działobitni. 
1 września 1939 roku ok. godz. 14.00 obsługi baterii zostały zaskoczone, przez silny nalot 62 bombowców nurkujących Ju 87B, podczas pobierania obiadu, poległo 13 marynarzy, a 6 zostało rannych. Bateria poniosła znaczne straty sprzętu i uzbrojenia: zniszczony został dalmierz baterii, w armacie nr 2 odłamek przebił lufę oraz uszkodził mechanizm podniesienia i kierunku. W armacie nr 1 zniszczeniu uległy przyrządy celownicze, uszkodzenia odniosła również winda amunicyjna i kable telefoniczne. Po nalocie potencjał bojowy baterii zmalał o 50%. Działo nr 2 zostało dawcą części zapasowych, dla działa nr 1. 
2 września w godzinach nocnych ok. godz. 3.00 bateria stała się obiektem nalotów wodnosamolotów, w dzień uzupełniono potencjał bojowy baterii poprzez ustawienie 2 armat 47 mm wz. 1885 Hotchkiss. 3 września ostrzelano niemiecki torpedowiec T 196, 50 pociskami przez sprawną armatę nr 1 baterii XI oraz przez 2 baterię 1 MDAPlot., zmuszając torpedowiec do odwrotu pod osłoną zasłony dymnej. Godziny walki są rozbieżne według dokumentów niemieckich i inne w relacji chor. Brychcego. 
5 września według relacji niemieckich, żaden okręt nie był w zasięgu baterii „z Oksywia”. Według relacji chor. Brychcego  5 września ok. godz. 9.00 działo nr 1 prowadziło ogień do niemieckich trałowców, wystrzeliwując 20 pocisków. Okręty wycofały się pod osłoną zasłony dymnej. 
6 września według dokumentów niemieckich, brak aktywności sił niemieckich w okolicach Oksywia. Według chor. Brychcego ok. 10.00 działo nr 1 ostrzelało zespół trałowców niemieckich oddając 20 salw na odległość 12 200 m. Około godz. 11.00 trałowce niemieckie ostrzelały stanowiska baterii z odległości 14 000 m, jeden pocisk miał trafić w strop schronu amunicji i działobitnię działa nr 1. 
7 września według dokumentów niemieckich ostrzelane zostały jednostki trałowe 5 Flotylli Ochrony Portów. Według relacji polskich działo nr 1 baterii nr XI ostrzeliwało cele lądowe koordynowane przez kpt. Ratajczyka, łącznie w dzień i w nocy wystrzelano 180 pocisków. Spowodowało to awarię opornika armaty. 
8 września teren Kępy Oksywskiej o godz. 13.30 ostrzeliwał pancernik „Schleswig-Holstein” wystrzelił 20 pocisków kal. 280 mm. Według danych polskich działo nr 1 wspierało pododdziały i oddziały Lądowej Obrony Wybrzeża. 
9 września o godz. 11.14 teren baterii nr XI był ostrzeliwany przez pancernik „Schleswig-Holstein” kierowany przez samolot obserwacyjny, wystrzelono 100 pocisków 150 mm i 38 pocisków 280 mm. 
10 września według dokumentów niemieckich odnotowano ostrzelanie niemieckich trałowców z rejonu 2 baterii 1 MDAPlot. Pomiędzy godz. 8.57 – 10.07 według dziennika niemieckiego pancernika „Schleswig-Holstein” ostrzeliwano baterie polskie w rejonie Oksywia i Wąwozu Ostrowickiego. Według relacji chor. Brychcego ok. godz. 10.00 ostrzelano niemieckie trałowce, które zostały zmuszone do wycofania się. W dniu tym uzupełniono amunicję z magazynu w Wąwozie Ostrowickim. 
11 września XI bateria udziela wsparcia oddziałom lądowym w okolicach Kazimierza i Mostów, wystrzelono 50 pocisków. 
12 września działo nr 1 ostrzelało cele naziemne wspierając walki oddziałów lądowych. 
13 września według dokumentów niemieckich brak aktywności wroga w rejonie Oksywia. Według relacji chor. Brychcego ok. godz. 11.00 bateria otworzyła ogień do trałowców typu M, w odpowiedzi trałowce miały otworzyć silny ogień i bateria zamilkła. 
14 września według dokumentów niemieckich, ok. godz. 9.00 niemiecki zespół łodzi motorowych usiłował zająć port w Gdyni. Jednostki te zostały ostrzelane z baterii z Oksywia. Około godz. 14.00 torpedowiec T 196 stoczył pojedynek z baterią z Oksywia. Według relacji polskich po godz. 9.00 ostrzelano z dział kal. 47 mm jednostki niemieckie usiłujące podejść do portu w Gdyni. 
15 września według dokumentów niemieckich, brak aktywności niemieckiej na obszarze działania baterii nr XI, pancernik „Schleswig-Holstein” ostrzelał Oksywie 33 pociskami kal. 280 mm. Według relacji chor. Brychcego ok. godz. 10.00 z działa kal. 100 mm wystrzelono dwa pociski do trałowców w pobliżu boi wejściowej do portu, po drugim strzale ciężkiego uszkodzenia doznał oporopowrotnik armaty. Jak się okazało armata 100 mm Canet nie była już użyta do końca walk. Około godz. 18.00 stoczono pojedynek artyleryjski z niemieckimi armatami w spichrzu zbożowym w Gdyni przy pomocy armat kal. 47 mm z baterii nr XI. 
16 września według niemieckich raportów w godz. 10.00-11.00 pod osłoną „Nautiliusa”, „Nettelbecka” i M 4 zespół 1. R Flotille (1. Flotylli Kutrów Trałowych), został ostrzelany z baterii Oksywie, w tym samym czasie Oksywie ostrzeliwał „Schleswig-Holstein”, wystrzelił 12 pocisków 280 mm i 7 pocisków 150 mm. Według strony polskiej trałowce były ostrzeliwane przez działa baterii kal. 47 mm, następnie teren baterii był ostrzelany przez niemiecki samolot, który podczas ataku rozbił się o ziemię. 
17 września według strony niemieckiej trałowiec M 4 ostrzelał teren Kępy Oksywskiej, tuż po 13.00 został ostrzelany przez ckm z ORP Bałtyk i armatę 47 mm z baterii Oksywie. Zgodnie z relacją chor. Brychcego, bateria ostrzeliwała cele lądowe, będąc pod silnym ogniem niemieckim. 
18 września według strony niemieckiej 1. R Flotille (1. Flotylli Kutrów Trałowych), pod osłoną „Nautiliusa”, „Nettelbecka”, M 4 i „Fuscha” zostały ostrzelane przez baterię Oksywie z dział 47 mm, okręty osłony ostrzelały baterię 65 pociskami zmuszając ją do milczenia. Dokończono prace trałowe. O godz. 11.45 „Schleswig-Holstein” wystrzelił na Oksywie 155 pocisków 150 mm, o godz. 15.29 ponownie wystrzelił 6 pocisków kal. 150 mm. Według relacji chor. Brychcego teren baterii znajdował się pod silnym ostrzałem niemieckim. 
19 września od godzin porannych pozycje polskie na Kępie Oksywskiej ostrzeliwało 14 jednostek niemieckich z SVK Verband, M 3, „Nettelbeck”, „Fuchs” i 1 Flotylli Kutrów Trałowych, ostrzał prowadzono z odległości 2000 m oddano 94 salwy, na cele w Wąwozie Ostrowickim i Babich Dołach. Pancernik „Schleswig-Holstein” od 6.58 wystrzelił na Oksywie 13 pocisków 280 mm. Według relacji polskich teren baterii nr XI znajdował się pod bardzo silnym ostrzałem niemieckich okrętów oraz ckm z portu w Gdyni. Około godz. 11.00 miał miejsce nalot bombowy, jedna z bomb trafiła w schron na pociski, w którym zginęła część obsługi baterii. Po czym dalej ostrzeliwały teren baterii okręty niemieckie do czasu kapitulacji jej żołnierzy.
Wykaz pojedynków baterii nr XI z niemieckimi okrętami:
- 3 IX o godz. 19.45 ostrzelała wspólnie z 2 baterią 1 Mdaplot. 10 salwami zespół SVK Verband (Oddział Badawczy Dowództwa Badania Zagród), zespół wycofał się pod osłoną zasłony dymnej, zygzakując, bez uszkodzeń jednostek,
- 4 IX w godz. 10.30 – 10.34 i o godz. 11.10 bateria wspólnie z baterią 1 MDAPlot. ostrzelała zespół trałujący złożony z: T 196, 3. R Flotille (3. Flotylli Kutrów Trałowych) i 5. H.S.-Flotille (5 Flotylla Ochrony Portów), jednostki wycofały się pod osłoną zasłony dymnej bez uszkodzeń,
- 10 IX w godz. 9.20 – 9.27 ostrzelano zespół trałujący T 196 i 1. R Flotille (1. Flotylli Kutrów Trałowych), zespół wycofał się, bez uszkodzeń,
- 14 IX o godz. 8.45 ostrzelano z armat 47 mm zespół „Pinnass Flotille”, podejścia do Portu Gdynia i ponownie ostrzelany podczas próby wejścia do awanportu, odparty
- 14 IX w godz. 14.00 -1 4.15 i 14.53 ostrzelano torpedowiec T 196 (odpowiedział wystrzeleniem 6 pocisków), bez strat i uszkodzeń z obu stron,
- 16 IX w godz. 10.12 – 10.17 ostrzelano „Nautilius”, „Nettelbeck” i M 4, zespół trałujący wycofał się pod osłoną zasłony dymnej, bez uszkodzeń.
- 16 IX w godz. 10.34-10-59 zespół „Nautilius”, „Nettelbeck” i M 4 ostrzeliwał teren baterii (w baterii uszkodziło się działo i nie prowadzono pojedynku).
- 17 IX w godz. 12.48-12.59 ostrzelano z armat kal. 47 mm trałowiec M 4, który odpowiedział ogniem, działa 47 mm zaprzestały ognia,
- 18 IX w godz. 14.47 ostrzelano przez armaty kal. 47 mm i 1 baterię 1 MDAPlot. zespół „Nautilius”, „Nettelbeck” i M 4 jednostki niemieckie odpowiedziały ogniem zyskując przewagę, działa 47 mm zamilkły,
- 19 IX cały poranek ostrzelano wspólnie z XXXI baterią zespół jednostek trałujących i ostrzeliwujących obronę na Kępie Oksywskiej: M 3, „Nettelbeck”, „Fuchs”, S.V.K. Verband (6 okrętów), 1 Flotylla Kutrów Trałowych (5 okrętów), uzyskano nakrycie, bateria nr XI zaprzestała ognia[10].

## Opisy i wypisy z relacji dotyczące baterii
Wsławiła się pojedynkami z niemieckimi trałowcami, powstrzymując je przez wiele dni od oczyszczenia wód Zatoki Gdańskiej z min, zapobiegając tym samym podejściu większych jednostek niemieckich w pobliże portu w Gdyni.
Od pierwszego dnia wojny bombardowana z powietrza przez lotnictwo niemieckie i najczęściej ostrzeliwana przez pancernik „Schleswig-Holstein”, dla którego wraz z baterią przeciwlotniczą w Redłowie stanowiła główny cel w pierwszych dniach wojny.
1 września 1939 r. baterią podległą d-cy Morskiej Obrony Wybrzeża dowodził instruktor artylerii morskiej Centrum Wyszkolenia Specjalistów Floty, były szef artylerii ORP Wicher i pierwszy szef baterii im. Heliodora Laskowskiego, chorąży marynarki Stanisław Brychcy. Obrana przez niego w toku walk metoda strzelania, okazała się skuteczną bronią trzymającą niemieckie siły trałowe z dala od wejścia do portu w Gdyni.
Chorąży z wyszkoloną tuż przed wojną załogą celnym ogniem ostrzeliwał jednocześnie trzy niemieckie kutry trałowe, przenosząc ogień z jednego na drugi. Potem precyzyjnie i możliwie szybko ustawiając nowe namiary poruszających się celów, oddawał trzy kolejne strzały, aby uzyskać nakrycie każdego z nich. Wrażenie, że statki ostrzeliwane są przez trzy różne baterie, do końca nie pozwalały Niemcom spokojnie zbliżyć się do oksywskiego cypla.
Świadectwo kunsztu polskiej artylerii nadbrzeżnej dał d-ca niemieckich sił trałowych kmdr. Ruge który w taki sposób opisał celny ogień baterii:
„Następnym celem była Gdynia. Flotylla ochrony portu została użyta do rozszerzenia wolnego od toru na zachód aż do wzgórz Redłowskich. Kutry flotylli ochrony portu odeszły pod zasłoną dymną, lecz ostrzeliwane były celnym ogniem aż do boi wejściowej Nowy Port. Potwierdzało to ponownie, że niezbędne jest wyeliminowanie baterii, jeżeli chce się robić postępy na morzu.”
„Następnego ranka pracowano nad rozminowaniem szlaku w kierunku boi wejściowej Gdynia. Pod osłoną T196 a częściowo pod zasłoną dymną, flotylla kutrów trałowych zbliżyła się na 1 milę do boi wejściowej portu. Później trałowanie trzeba było przerwać, gdyż T196 nie mógł zmusić do milczenia świetnie zamaskowanej baterii oksywskiej.”
„Przy wietrze północno-wschodnim flotylla kutrów trałowych przedłużyła wolny od min tor aż w pobliże boi wejściowej Gdynia. Tor ten pomyślany był dla ciężkich okrętów i w wypadku jego przedłużenia przebiegałyby na wschód od boi. Dalej na południe pracowały trałowce. Gdy flotylla kutrów trałowych spróbowała obejść się bez zasłony dymnej, znalazła się pod ciężkim ogniem, tak celnym, że kilka słupów wody zalało pokłady. Wydzielony do osłony kutrów trałowych trałowiec M4 interweniował natychmiast, wkrótce potem również Nautilus i Nettlebeck.”
W czasie późniejszych walk o Kępę Oksywską bateria Canet przeszła pod dowództwo Lądowej Obrony Wybrzeża i oprócz obrony od strony morza wykonywała strzelanie ogniem zaporowym do celów naziemnych, niewidocznych z baterii. Rozkazy otwierania ognia z oddalonego punktu dowodzenia 1. Morskiego Dywizjonu Artylerii Przeciwlotniczej wydawał chorążemu kpt. art. Antoni Ratajczyk oraz zastępca d-cy 1MDAPl mjr Tadeusz Przewoski.
Wyliczane współrzędne celów opierały się na wcześniej sporządzonych mapach najważniejszych punktów obrony w terenie oraz nielicznych meldunkach, słabo wyposażonych w środki łączności obserwatorów. Ocenę działania baterii Canet umieścił w swojej powojennej relacji d-ca 1MDAPl w ramach którego działała bateria Canet, kmdr.ppor. Stanisław Jabłoński.
„Dobrze się zapisała w obronie Oksywia wchodząca w skład 1MDAPl „stara” morska nadbrzeżna bateria Canet, z jej całą bohaterską i nieustraszoną załogą z kpt. art. plot.Ratajczykiem i chor. mar Brychcym na czele. Kilkakrotnie obserwowałem z wysuniętego w kierunku Oksywia i wybrzeża pomocniczego punktu obserwacyjnego 1 MDAPl-u nieprzyjacielskie kutry trałowe a raz nawet większy trałowiec, wycofujące się pod zasłoną dymną z próby trałowania podejść do redy gdyńskiej – po celnym ostrzelaniu ich przez to jedno pozostałe działo baterii Canet.”
Pierwszy o walkach baterii Canet we wrześniu 1939 r. wspomina w swojej relacji z 1940 r. zatytułowanej „Meldunki o znanych działaniach wojennych z-ca oficera sygnałowego Dowódcy Floty por. Jerzy Koziołkowski.
„Dowódcą baterii Canet, która szczególnie szkodziła Niemcom i szczególnie była atakowana – był chor.mar. Stanisław Brychcy (były artylerzysta Moltkego spod Jutlandu). Wykazał się nadzwyczajną odwagą i opanowaniem.”
Według sprawozdania chor. mar. Stanisława Brychcego, pozostał on do końca wraz z wyczerpaną w toku walk grupką marynarzy w jarze w okolicach baterii gdzie poddał się 19 września dowódcy jednego z niemieckich oddziałów.

## Obsada dowódcza baterii
Dowódcy baterii (do 1935 I plutonu)
- por. mar. Jan Grudziński (od XII 1931)[19]
- por. mar. Bohdan Mańkowski[19]
- por. mar. Karol Mizgalski (od 1934 r.)[19]
- kpt. mar. Bohdan Mańkowski (2 IX 1935 - 10 VII 1936)[20]
- por. mar. Franciszek Pitułko (10 VII 1936 – IV 1937)[21]
- kpt. art. Antoni Ratajczyk (1 VIII – 19 IX 1939)[22][21][23]
  - oficer ogniowy – chor. Stanisław Brychcy (24 VIII-19 IX 1939)[24]